# Alle (Szwajcaria)
Alle (hist. Hall) – miejscowość i gmina w północno-zachodniej Szwajcarii, w kantonie Jura, w okręgu Porrentruy.

## Demografia
W Alle mieszka 1 895 osób. W 2020 roku 11,4% populacji gminy stanowiły osoby urodzone poza Szwajcarią. 

## Transport
Przez teren gminy przebiegają autostrada A16 oraz droga główna nr 247. 